# SC Rot-Weiß Oberhausen-Rhld. 1904 1984-1985
Questa voce raccoglie le informazioni riguardanti l'SC Rot-Weiß Oberhausen-Rhld. 1904 nelle competizioni ufficiali della stagione 1984-1985.

## Stagione
Nella stagione 1984-1985 il Rot Weiss Oberhausen, allenato da Friedel Elting, concluse il campionato di 2. Bundesliga al 12º posto. In Coppa di Germania il Rot Weiss Oberhausen fu eliminato al primo turno dallo Stoccarda.

## Rosa
| N. |                     | Ruolo | Calciatore          |
| -- | ------------------- | ----- | ------------------- |
|    | Germania (bandiera) | P     | Wolfgang Kieselmann |
|    | Germania (bandiera) | P     | Wolfgang Kleff      |
|    | Germania (bandiera) | D     | Günter Abel         |
|    | Germania (bandiera) | D     | Michael Brocker     |
|    | Germania (bandiera) | D     | Norbert Dörmann     |
|    | Germania (bandiera) | D     | Helmut Gorka        |
|    | Germania (bandiera) | D     | Paul Hahn           |
|    | Germania (bandiera) | D     | Ralf Quabeck        |
|    | Germania (bandiera) | D     | Thomas Romeikat     |
|    | Germania (bandiera) | D     | Gerd Wirtz          |
|    | Germania (bandiera) | C     | Dieter Allig        |
|    | Germania (bandiera) | C     | Stefan Dauber       |
|    | Germania (bandiera) | C     | Horst-Franz Degen   |

| N. |                     | Ruolo | Calciatore          |
| -- | ------------------- | ----- | ------------------- |
|    | Germania (bandiera) | C     | Dieter Engels       |
|    | Germania (bandiera) | C     | Ralf Hörstgen       |
|    | Germania (bandiera) | C     | Detlef Krella       |
|    | Germania (bandiera) | C     | Uwe Montelett       |
|    | Germania (bandiera) | C     | Theo Schneider      |
|    | Germania (bandiera) | C     | Hans-Jürgen Wloka   |
|    | Germania (bandiera) | A     | Werner Albrecht     |
|    | Germania (bandiera) | A     | Manfred Burgsmüller |
|    | Germania (bandiera) | A     | Konrad Eickels      |
|    | Germania (bandiera) | A     | Rainer Jakobs       |
|    | Germania (bandiera) | A     | Norbert Runge       |
|    | Germania (bandiera) | A     | Burghard Segler     |

## Organigramma societario
Area tecnica
- Allenatore: Friedel Elting
- Allenatore in seconda:
- Preparatore dei portieri:
- Preparatori atletici:

## Calciomercato

### Sessione estiva
| Acquisti | Acquisti            | Acquisti             | Acquisti |
| R.       | Nome                | da                   | Modalità |
| -------- | ------------------- | -------------------- | -------- |
| A        | Manfred Burgsmüller | Norimberga           |          |
| D        | Norbert Dörmann     | Alemannia Aquisgrana |          |
| C        | Dieter Engels       | Olympia Bocholt      |          |
| D        | Helmut Gorka        | Rot-Weiss Essen      |          |
| P        | Wolfgang Kleff      | Fortuna Düsseldorf   |          |

| Cessioni | Cessioni         | Cessioni        | Cessioni |
| R.       | Nome             | a               | Modalità |
| -------- | ---------------- | --------------- | -------- |
| D        | Wolfgang Funkel  | Uerdingen 05    |          |
| A        | Wolfgang Pache   | 1. FC Paderborn |          |
| C        | Toni Puszamszies | Uerdingen 05    |          |

### Sessione invernale
| Acquisti | Acquisti      | Acquisti   | Acquisti |
| R.       | Nome          | da         | Modalità |
| -------- | ------------- | ---------- | -------- |
| C        | Detlef Krella | Norimberga |          |

| Cessioni | Cessioni | Cessioni | Cessioni |
| R.       | Nome     | a        | Modalità |
| -------- | -------- | -------- | -------- |

## Risultati

### 2. Bundesliga

#### Girone di andata
| Arbitro: | Boos |

|                     |           |  |
| Golke 49’ Dahms 80’ | Marcatori |  |

| Arbitro: | Wiesel |

|  |           |               |
|  | Marcatori | 21’, 84’ Hahn |

| Arbitro: | Retzmann |

|                                  |           |          |
| Burgsmüller 26’, 38’ (rig.), 70’ | Marcatori | 39’ Ruof |

| Arbitro: | Bruch |

|           |           |                 |
| Džoni 45’ | Marcatori | 46’ Burgsmüller |

| Arbitro: | Eli |

|                                      |           |                                |
| Burgsmüller 35’ Gorka 45’ Dauber 90’ | Marcatori | 10’, 46’ Birner 44’, 82’ Hauck |

| Arbitro: | Mierswa |

|                                              |           |                 |
| Dum 34’ Eggeling 43’ Jurgeleit 84’ Hotić 88’ | Marcatori | 49’ Burgsmüller |

| Arbitro: | Kost |

|                                      |           |              |
| Burgsmüller 6’, 13’ (rig.), 59’, 80’ | Marcatori | 81’ Mörsdorf |

| Arbitro: | Brehm |

|               |           |             |
| Kuhl 10’, 29’ | Marcatori | 45’ Eickels |

| Arbitro: | Wahmann |

|                           |           |            |
| Burgsmüller 7’ Jakobs 46’ | Marcatori | 69’ Traser |

| Arbitro: | Retzmann |

|                                                                      |           |           |
| Clute-Simon 34’ Kollmannsperger 35’ Grillemeier 75’ Glöde 84’ (rig.) | Marcatori | 26’ Wirtz |

| Arbitro: | Bruch |

|                 |           |            |
| Burgsmüller 20’ | Marcatori | 58’ Giesel |

| Arbitro: | Jupe |

|             |           |           |
| Dorfner 23’ | Marcatori | 90’ Allig |

| Arbitro: | Amerell |

|                           |           |                             |
| Burgsmüller 27’ Wirtz 29’ | Marcatori | 37’ Notthoff 55’ Struckmann |

| Arbitro: | Huster |

|           |           |           |
| Weber 78’ | Marcatori | 63’ Wirtz |

| Arbitro: | Vasel |

|                                   |           |  |
| Burgsmüller 37’ (rig.) Jakobs 67’ | Marcatori |  |

| Arbitro: | Scheuerer |

|                               |           |                 |
| Merkle 5’ Dannenberg 40’, 60’ | Marcatori | 69’ Burgsmüller |

| Arbitro: | Kasperowski |

|                            |           |          |
| Jakobs 77’ Burgsmüller 90’ | Marcatori | 15’ Seel |

| Arbitro: | Walz |

|                             |           |              |
| Beck 56’ (rig.), 62’ (rig.) | Marcatori | 67’ Romeikat |

| Arbitro: | Bodmer |

|                             |           |                                                        |
| Burgsmüller 22’, 58’ (rig.) | Marcatori | 6’ Mattern 17’ Gaedke 40’ Bunk 61’ Bebensee 86’ Müller |

#### Girone di ritorno
| Arbitro: | Eli |

|          |           |  |
| Hahn 84’ | Marcatori |  |

| Arbitro: | Schäfer |

|               |           |            |
| Vorreiter 83’ | Marcatori | 80’ Krella |

| Arbitro: | Waltert |

|              |           |             |
| Willkomm 54’ | Marcatori | 40’ Dörmann |

| Arbitro: | Kost |

|                             |           |                            |
| Burgsmüller 14’, 51’ (rig.) | Marcatori | 66’ Wulfmeier 77’ Steubing |

| Arbitro: | Gabor |

|  |           |            |
|  | Marcatori | 34’ Krella |

| Arbitro: | Reinstädtler |

|                                                                        |           |               |
| Krella 30’ Dauber 50’ Schneider 52’ Eickels 54’ Burgsmüller 90’ (rig.) | Marcatori | 69’ Buschmann |

| Arbitro: | Ermer |

|            |           |                                         |
| Dooley 77’ | Marcatori | 54’ Burgsmüller 67’ Schneider 75’ Degen |

| Arbitro: | Uhlig |

|            |           |                                |
| Dauber 79’ | Marcatori | 35’ Emig 56’ Ossen 59’ Posniak |

| Arbitro: | Probst |

|                  |           |  |
| Freudenstein 58’ | Marcatori |  |

| Arbitro: | Matheis |

|                                                           |           |           |
| Schneider 38’ Burgsmüller 66’, 85’ Dörmann 69’ Krella 82’ | Marcatori | 72’ Glöde |

| Arbitro: | Diekert |

|                                                                 |           |                                |
| Hartmann 18’ (rig.) Gue 50’ Vjetrović 56’ Schaub 69’ Gerber 73’ | Marcatori | 7’, 53’ Burgsmüller 76’ Dauber |

| Arbitro: | Mierswa |

|                       |           |           |
| Dauber 76’ Krella 88’ | Marcatori | 62’ Geyer |

| Arbitro: | Boos |

|                              |           |                |
| Schacht 32’ Hammerschlag 51’ | Marcatori | 4’ Burgsmüller |

| Arbitro: | Retzmann |

|            |           |                         |
| Krella 83’ | Marcatori | 13’ Pilipović 61’ Weber |

| Arbitro: | Weber |

|                                                  |           |            |
| Gede 46’ Grabosch 49’ Kurtenbach 81’ Bregman 84’ | Marcatori | 38’ Krella |

| Oberhausen 18 maggio 1985, ore 15:00 CEST 35ª giornata | RW Oberhausen | 0 – 0 referto | Kickers Stoccarda | Niederrheinstadion (2 400 spett.)\| Arbitro: \| Zimmermann \| |
| Arbitro:                                               | Zimmermann    |               |                   |                                                               |

| Arbitro: | Neuner |

|  |           |               |
|  | Marcatori | 77’ Schneider |

| Arbitro: | Kasperowski |

|                       |           |          |
| Krella 2’ Dörmann 67’ | Marcatori | 77’ Hahn |

| Arbitro: | Niebergall |

|                                                                            |           |                                                      |
| Gerber 4’ Schweger 12’ Haller 26’ Bunk 50’ (rig.) Bebensee 74’ Mattern 83’ | Marcatori | 15’ Schneider 31’ (aut.) Gerber 63’, 75’ Burgsmüller |

### Coppa di Germania
| Arbitro: | Neuner |

|                                                                          |           |                                          |
| Klinsmann 6’ Niedermayer 10’ Claesen 64’ (rig.) Reichert 70’ Förster 83’ | Marcatori | 1’, 22’ Dauber 39’ Burgsmüller 45’ Runge |

## Statistiche

### Statistiche di squadra
| Competizione      | Punti | In casa | In casa | In casa | In casa | In casa | In casa | In trasferta | In trasferta | In trasferta | In trasferta | In trasferta | In trasferta | Totale | Totale | Totale | Totale | Totale | Totale | DR |
| Competizione      | Punti | G       | V       | N       | P       | Gf      | Gs      | G            | V            | N            | P            | Gf           | Gs           | G      | V      | N      | P      | Gf     | Gs     | DR |
| ----------------- | ----- | ------- | ------- | ------- | ------- | ------- | ------- | ------------ | ------------ | ------------ | ------------ | ------------ | ------------ | ------ | ------ | ------ | ------ | ------ | ------ | -- |
| 2. Bundesliga     | 35    | 19      | 10      | 4       | 5       | 40      | 29      | 19           | 3            | 5            | 11           | 24           | 41           | 38     | 13     | 9      | 16     | 64     | 70     | -6 |
| Coppa di Germania | -     | 0       | 0       | 0       | 0       | 0       | 0       | 1            | 0            | 0            | 1            | 4            | 5            | 1      | 0      | 0      | 1      | 4      | 5      | -1 |
| Totale            | 35    | 19      | 10      | 4       | 5       | 40      | 29      | 20           | 3            | 5            | 12           | 28           | 46           | 39     | 13     | 9      | 17     | 68     | 75     | -7 |

### Andamento in campionato
| Giornata  | 1  | 2  | 3  | 4  | 5  | 6  | 7  | 8  | 9  | 10 | 11 | 12 | 13 | 14 | 15 | 16 | 17 | 18 | 19 | 20 | 21 | 22 | 23 | 24 | 25 | 26 | 27 | 28 | 29 | 30 | 31 | 32 | 33 | 34 | 35 | 36 | 37 | 38 |
| --------- | -- | -- | -- | -- | -- | -- | -- | -- | -- | -- | -- | -- | -- | -- | -- | -- | -- | -- | -- | -- | -- | -- | -- | -- | -- | -- | -- | -- | -- | -- | -- | -- | -- | -- | -- | -- | -- | -- |
| Luogo     | T  | C  | C  | T  | C  | T  | C  | T  | C  | T  | C  | T  | C  | T  | C  | T  | C  | T  | C  | C  | T  | T  | C  | T  | C  | T  | C  | T  | C  | T  | C  | T  | C  | T  | C  | T  | C  | T  |
| Risultato | P  | P  | V  | N  | P  | P  | V  | P  | V  | P  | N  | N  | N  | N  | V  | P  | V  | P  | P  | V  | N  | N  | N  | V  | V  | V  | P  | P  | V  | P  | V  | P  | P  | P  | N  | V  | V  | P  |
| Posizione | 17 | 19 | 14 | 14 | 16 | 17 | 14 | 16 | 12 | 16 | 15 | 16 | 16 | 16 | 15 | 14 | 12 | 17 | 18 | 15 | 15 | 13 | 12 | 11 | 9  | 8  | 11 | 12 | 9  | 12 | 8  | 11 | 13 | 15 | 15 | 14 | 12 | 12 |

Legenda:

Luogo: C = Casa; T = Trasferta. Risultato: V = Vittoria; N = Pareggio; P = Sconfitta.

### Statistiche dei giocatori
| Giocatore      | 2. Bundesliga | 2. Bundesliga | 2. Bundesliga | 2. Bundesliga | Coppa di Germania | Coppa di Germania | Coppa di Germania | Coppa di Germania | Totale   | Totale | Totale      | Totale     |
| Giocatore      | Presenze      | Reti          | Ammonizioni   | Espulsioni    | Presenze          | Reti              | Ammonizioni       | Espulsioni        | Presenze | Reti   | Ammonizioni | Espulsioni |
| -------------- | ------------- | ------------- | ------------- | ------------- | ----------------- | ----------------- | ----------------- | ----------------- | -------- | ------ | ----------- | ---------- |
| G. Abel        | 4             | 0             | 0             | 0             | 0                 | 0                 | 0                 | 0                 | 4        | 0      | 0           | 0          |
| W. Albrecht    | 4             | 0             | 0             | 0             | 0                 | 0                 | 0                 | 0                 | 4        | 0      | 0           | 0          |
| D. Allig       | 23            | 1             | 1             | 0             | 1                 | 0                 | 0                 | 0                 | 24       | 1      | 1           | 0          |
| M. Brocker     | 37            | 0             | 5             | 0             | 1                 | 0                 | 0                 | 0                 | 38       | 0      | 5           | 0          |
| M. Burgsmüller | 35            | 29            | 11            | 0             | 1                 | 1                 | 0                 | 0                 | 36       | 30     | 11          | 0          |
| S. Dauber      | 24            | 5             | 2             | 0             | 1                 | 2                 | 0                 | 0                 | 25       | 7      | 2           | 0          |
| H. Degen       | 25            | 1             | 4             | 0             | 1                 | 0                 | 0                 | 0                 | 26       | 1      | 4           | 0          |
| N. Dörmann     | 17            | 3             | 2             | 0             | 0                 | 0                 | 0                 | 0                 | 17       | 3      | 2           | 0          |
| K. Eickels     | 36            | 2             | 6             | 0             | 1                 | 0                 | 1                 | 0                 | 37       | 2      | 7           | 0          |
| D. Engels      | 1             | 0             | 0             | 0             | 0                 | 0                 | 0                 | 0                 | 1        | 0      | 0           | 0          |
| H. Gorka       | 28            | 1             | 3             | 0             | 1                 | 0                 | 0                 | 0                 | 29       | 1      | 3           | 0          |
| P. Hahn        | 34            | 1             | 4             | 0             | 1                 | 0                 | 0                 | 0                 | 35       | 1      | 4           | 0          |
| R. Hörstgen    | 0             | 0             | 0             | 0             | 0                 | 0                 | 0                 | 0                 | 0        | 0      | 0           | 0          |
| R. Jakobs      | 30            | 3             | 3             | 0             | 1                 | 0                 | 0                 | 0                 | 31       | 3      | 3           | 0          |
| W. Kieselmann  | 7             | 0             | 0             | 0             | 1                 | 0                 | 0                 | 0                 | 8        | 0      | 0           | 0          |
| W. Kleff       | 31            | 0             | 1             | 0             | 1                 | 0                 | 0                 | 0                 | 32       | 0      | 1           | 0          |
| D. Krella      | 19            | 8             | 0             | 0             | 0                 | 0                 | 0                 | 0                 | 19       | 8      | 0           | 0          |
| U. Montelett   | 5             | 0             | 0             | 0             | 1                 | 0                 | 0                 | 0                 | 6        | 0      | 0           | 0          |
| R. Quabeck     | 5             | 0             | 1             | 0             | 0                 | 0                 | 0                 | 0                 | 5        | 0      | 1           | 0          |
| T. Romeikat    | 2             | 1             | 1             | 0             | 0                 | 0                 | 0                 | 0                 | 2        | 1      | 1           | 0          |
| N. Runge       | 15            | 0             | 0             | 0             | 1                 | 1                 | 1                 | 0                 | 16       | 1      | 1           | 0          |
| T. Schneider   | 32            | 5             | 3             | 0             | 0                 | 0                 | 0                 | 0                 | 32       | 5      | 3           | 0          |
| B. Segler      | 0             | 0             | 0             | 0             | 0                 | 0                 | 0                 | 0                 | 0        | 0      | 0           | 0          |
| G. Wirtz       | 27            | 3             | 2             | 0             | 0                 | 0                 | 0                 | 0                 | 27       | 3      | 2           | 0          |
| H. Wloka       | 33            | 0             | 3             | 0             | 0                 | 0                 | 0                 | 0                 | 33       | 0      | 3           | 0          |